# 维利耶圣乔治
维利耶圣乔治（法語：Villiers-Saint-Georges，法語發音：[vilje sɛ̃ ʒɔʁʒ] ⓘ）是法国塞纳-马恩省的一个市镇，属于普罗万区。

## 地理
维利耶圣乔治（48°38'56"N, 3°24'24"E）面积33.27 平方千米，位于法国法蘭西島大區塞纳-马恩省，该省份为法国北部内陆省份，北起瓦兹省，西接埃松省、马恩河谷省、塞纳-圣但尼省和瓦兹河谷省，南至卢瓦雷省，东南接约讷省，东临马恩省和奥布省，东北接埃纳省。
与维利耶圣乔治接壤的市镇（或旧市镇、城区）包括：布希圣热内斯、圣邦、布里地区欧热、博什里-圣马丹、卢昂-维勒格吕-方丹、蒙索莱普罗万、桑西莱普罗万、武尔通。

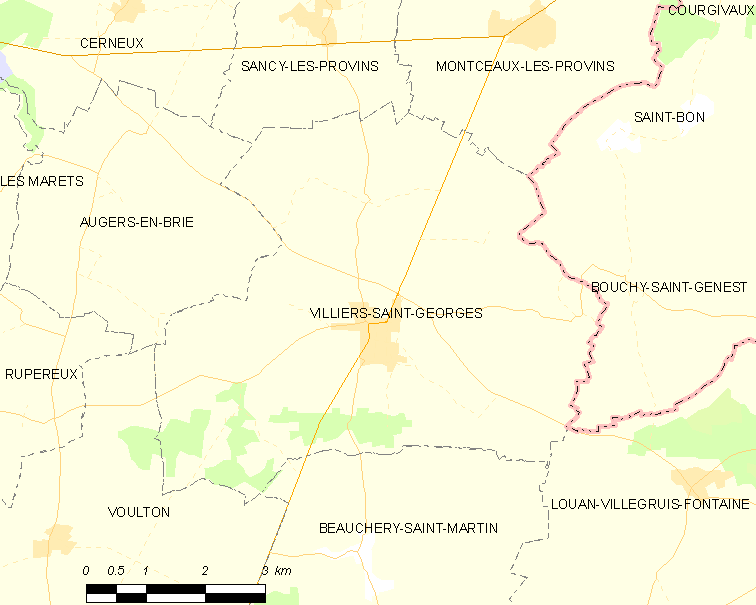
维利耶圣乔治的OSM定位图

维利耶圣乔治的时区为UTC+01:00、UTC+02:00（夏令时）。

## 行政
维利耶圣乔治的邮政编码为77560，INSEE市镇编码为77519。

## 政治
维利耶圣乔治所属的省级选区为普罗万县。

## 人口

1962-2008年间维利耶圣乔治人口变化图示

维利耶圣乔治于2022年1月1日时的人口数量为1159人。